# Beihania
Beihania là một chi bướm đêm thuộc họ Erebidae.